# Сессон Сюкей
Сессон Сюкей (1504 — бл. 1589) — японський художник і письменник періоду Муроматі. Сессон перекладається як «Снігове селище», а Сюкей — «Той, що пішов з роду».

## Життєпис
Походив зі знатного і впливового самурайського роду Сатаке. Народився в 1504 році, за низкою відомостей в невеликому містечку Ота в провінції Хітаті. Отримав ім'я Хейдзо. Старший син самурая, який контролював більшу частину провінції. Мав би успадкувати родинні володіння, але батько обрав молодшого сина і зведеного брата Хейдзо як спадкоємця. Тому стає буддистським ченцем в одному з монастирів секти Сото.
Сессон навчився живопису ще замолоду. Він навчався живопису самостійно, досліджуючи твори Сюбуна і Сессю. На честь цих двох майстрів він обрав свій псевдонім — Сессон Сюкей. Проте творчість Сессю вплинуло на нього більшою мірою. Деякий час мешкав в Хетаро. Спочатку заробляв, розмальовуючи віяла. Втім доволі швидко став відомим художником.
З 1542 року почав вести життя мандрівного ченця. Згадки про нього з'являлися в різних історичних джерелах того часу. З них відомо, що Сессон Сюкей двічі вирушав до Айдзу, де надавав уроки живопису даймьо Асіна Моріудзі — в 1546 і 1561 роках.
Напередодні 1550 року прибув до Одаварі, де тривалий час перебував у середовищі місцевих дзен-буддійських ченців. 1550 року він створив портрет відомого ченця Ітена Сосей. Здебільшого, діяльність Сессона тоді була пов'язана не з живописом, а з релігією. Зокрема, він викладав вчення дзен даймьо Ходзьо Удзімаса. Завдяки зв'язкам з кланом Ходзьо, Сессон Сюкей отримав доступ до колекцій китайського та японського живопису, що належали клану і місцевим монастирям.
Близько 1561 року залишив Одаварі і до 1563 році оселився в невеликому містечку Хімара, де прожив до самої смерті, що настала близько 1589 року. Останніми роками він підписував свої роботи «Какусен Родзін» («Журавлиний святий-старець»), вірячи, що цей птах віднесе його після смерті в країну вічного життя.

## Творчість
Працював переважно у жанрі суйбоку. Намагався створювати виразні і динамічні пейзажі за допомогою туші (стиль сумі-е). Стиль Сюкея став вважатися класичним для створення робіт тушшю у жанрі суйбоку. Відзначався майстерністю, легкістю, упевненістю і точністю в зображенні людей, тварин, гір, річок та природних явищ. Його художня манера була близька провінційному стилю японського живопису, не настільки яскравого і декоративному, як Кіотський. Втім твори Сессон Сюкея динамічні і експресивні.
Проте час створення більшості збережених творів Сессон Сюкея достеменно не визначено. Останні дослідження показали, що велика їх частина створена в останні роки його життя — десь з 1570 року. Проблема також полягає в тому, що в молоді роки художник не підписував свої роботи. З кількох печаток, що використовуються ним у різні роки дослідники змогли припустити час створення частини його доробку.
Малював переважно пейзажі, використовуючи традиційні мотиви: величні гори, вкриті хмарами, спокійне дзеркало річки, самотнього рибалку в човні, або мандрівника, що зупинився на мосту. В них панують величність і лаконічність. У дусі китайського художника Ма Юаня він зазвичай зсував основне зображення в один кут композиції, частіше нижній правий. Гори і зарості очерету Сессон Сюкей зображував тонкими рисками, енергійно покладеними напівсухим сильним пензлем. Відомими роботами є «Вісім видів Сяосяна», «Сім мудреців в бамбуковому гаю», і «Буревій». Але також є автором зображень вигаданих осіб — Гама Сенніна, Теккай Сеннінаа і Лю Дунбіня.
Є автором також книги про живопис «Сецумон Тейсі» («Основні поради для учнів», 1542 рік), де він розмірковував про проблемні питання художників — малювання з натури, копіювання робіт майстрів і вираженні своєї індивідуальності. В ній Сессон Сюкей підкреслював важливість копіювання старих майстрів, а також необхідність невпинного вивчення натури.